# Sædding-Guldager Idrætsforening
Sædding-Guldager Idrætsforening (eller SGI) er en dansk idrætsforening ved Esbjerg. SGI blev stiftet den 18. januar 1971 ved en sammenslutning af Guldager Gymnastik- og Ungdomsforening (stiftet 1903), Sædding Ungdoms- og Idrætsforening (stiftet 1941) samt Guldager Boldklub (stiftet 22. marts 1949).
SGI omfatter følgende sportgrene: gymnastik, badminton, fodbold, svømning og håndbold.
Der er omkring 450 medlemmer og 95 trænere og ledere i foreningen.

## Ekstern kilde/henvisning
- SGI Fodbolds officielle hjemmeside